# Ложкін Олексій Юрійович
Олексій Юрійович Ложкін (21 лютого 1974, м. Мінськ, СРСР) — білоруський хокеїст, лівий нападник.   
Виступав за «Динамо» (Мінськ), «Chicoutimi Sagueneens» (QMJHL), «Фредеріктон Канадієнс» (АХЛ), «Гранд-Репідс Гріффінс» (ІХЛ), «Юність» (Мінськ), «Пеліканс» (Лахті), «Манчестер Сторм», ХК «Фредеріксхавн», «Амур» (Хабаровськ), «Металург» (Новокузнецьк), «Керамін» (Мінськ), «Металург» (Жлобин).
У складі національної збірної Білорусі провів 31 матч (11 голів, 8 передач); учасник зимових Олімпійських ігор 1998; учасник чемпіонатів світу 1997 (група B) і 1998.